# Esmegma

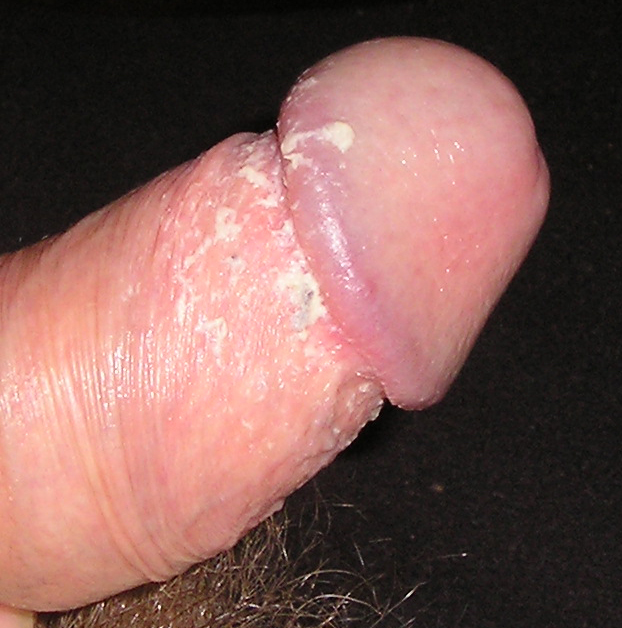
Esmegma visible en un penis humà

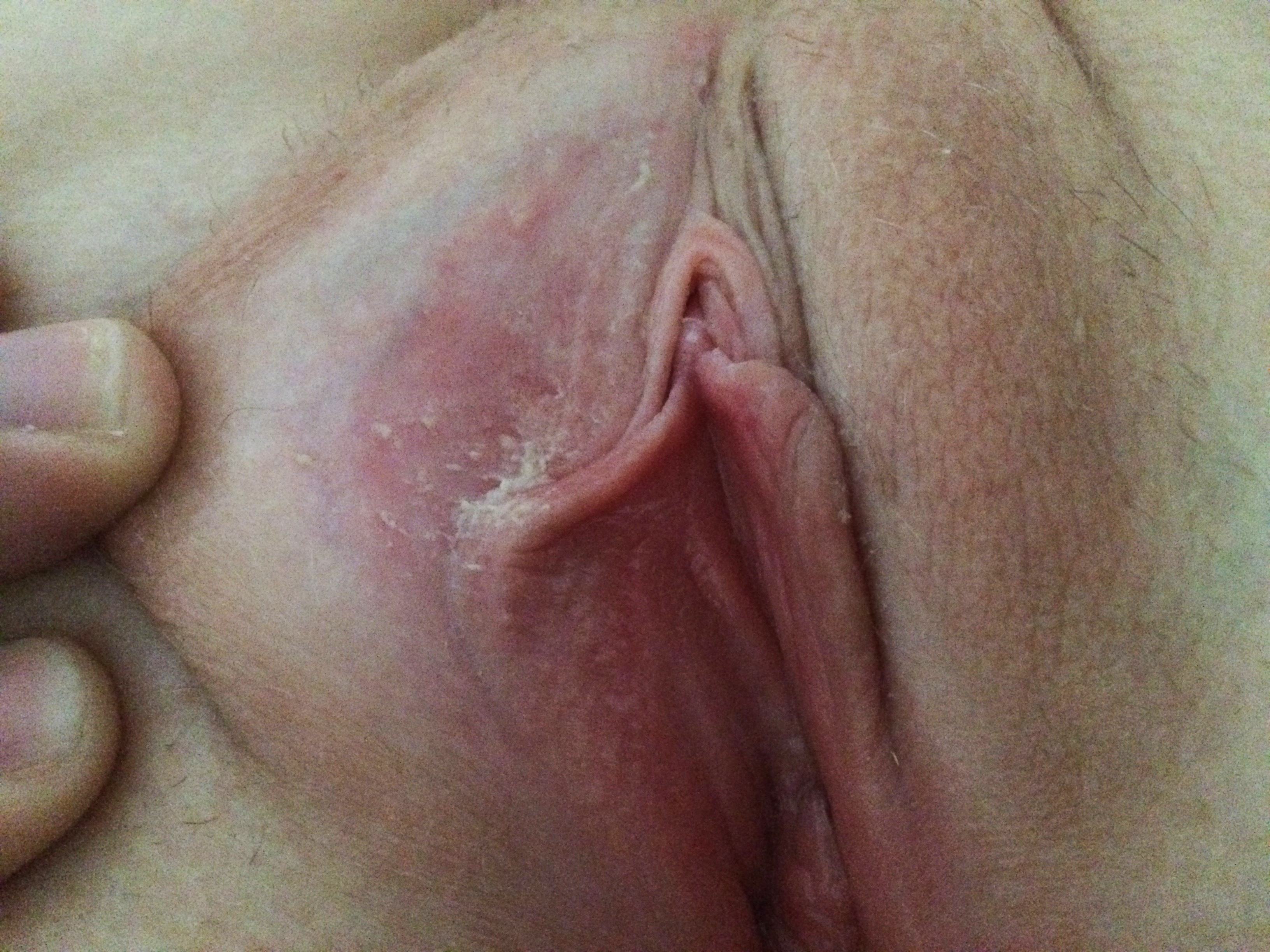
Esmegma visible entre els llavis d'una vulva humana

L'esmegma és una secreció que sol acumular-se a l'espai balanoprepucial (entre el prepuci i el gland del penis) dels homes incircumcisos i al clítoris i als llavis menors de les dones. Aquesta secreció procedeix del recanvi cel·lular del gland i de la porció interna del prepuci, juntament amb el greix que prové de les glàndules de Tyson. En els homes, l'esmegma contribueix a humitejar el gland, actua com a lubricant durant el coit i és totalment benigne.